# Akodon sylvanus
Akodon sylvanus es una especie de roedor de la familia Cricetidae.

## Distribución geográfica
Se encuentra sólo en Argentina. 